# Rio Colorado Indijanci
Rio Colorado Indijanci, pleme američkih Indijanaca s rijeke Canadian u sjeveroistočnim područjima Novog Meksika i na sjeverozapadu Teksasa. Rio Colorado dobili su ime po rijeci Canadian, u njihovo vrijeme u 17. stoljeću od Španjolaca nazivanoj Rio Colorado. Evidentno je da su bili jedna od ranih skupina Lipan Apača.